# Doujiang He
Doujiang He är ett vattendrag i Kina. Det ligger i den autonoma regionen Guangxi, i den södra delen av landet, omkring 360 kilometer nordost om regionhuvudstaden Nanning.
Genomsnittlig årsnederbörd är 2 280 millimeter. Den regnigaste månaden är juni, med i genomsnitt 428 mm nederbörd, och den torraste är oktober, med 74 mm nederbörd.